# قدة (الضليعة)
'

تعديل مصدري - تعديل

قدة هي إحدى قرى عزلة الضليعة بمديرية الضليعة التابعة لمحافظة حضرموت، بلغ تعداد سكانها 126 نسمة حسب تعداد اليمن لعام 2004.